# Atherigona freyi
Atherigona freyi este o specie de muște din genul Atherigona, familia Muscidae, descrisă de Fritz Isidore van Emden în anul 1958. Conform Catalogue of Life specia Atherigona freyi nu are subspecii cunoscute.